# Robertgurneya remanei
Robertgurneya remanei är en kräftdjursart som beskrevs av Walter Klie 1950. Enligt Catalogue of Life ingår Robertgurneya remanei i släktet Robertgurneya och familjen Diosaccidae, men enligt Dyntaxa är tillhörigheten istället släktet Robertgurneya och familjen Miraciidae. Arten är reproducerande i Sverige. Inga underarter finns listade i Catalogue of Life.